# Reconquista (Santa Fé)
Reconquista é um município da Argentina, localizado na província de Santa Fé. Possui 99 mil habitantes. É local de nascimento de Gabriel Batistuta, nascido em 1 de fevereiro de 1969.